# モラクセラ・カプラエ
モラクセラ・カプラエ（Moraxella caprae）はプロテオバクテリア門ガンマプロテオバクテリア綱シュードモナス目モラクセラ科モラクセラ属の種の一つであり、グラム陰性、好気性、非運動性細菌である。仏リヨンにあるヤギの鼻腔内細菌叢から分離された。